# Bidessus alienus
Bidessus alienus är en skalbaggsart som beskrevs av Zimmermann 1919. Bidessus alienus ingår i släktet Bidessus och familjen dykare. Inga underarter finns listade i Catalogue of Life.